# Synodontis nigrita
Synodontis nigrita, connu comme le faux poisson-chat à l'envers,  est une espèce de poisson-chat à l'envers qui se produit largement en Afrique du Nord.  Il a été décrit pour la première fois par le zoologiste français Achille Valenciennes en 1840. Le spécimen type se trouve au Muséum National d'Histoire Naturelle de Paris.

## La description
Comme tous les membres du genre Synodontis, S. nigrita a une capsule céphalique solide et osseuse qui s'étend jusqu'à la première épine de la nageoire dorsale.  La tête contient une saillie externe étroite et osseuse distincte appelée processus huméral.  La forme et la taille du processus huméral aident à identifier l'espèce. Chez Synodontis nigrita, le processus huméral est autant plus long que large, avec une crête sur le bord inférieur et une extrémité arrière pointue.
Le poisson a trois paires de barbillons . Les barbillons maxillaires sont situés sur la mâchoire supérieure et deux paires de barbillons mandibulaires sont sur la mâchoire inférieure. Le barbillon maxillaire est long et droit sans aucune branche, avec une large membrane à la base.  Il s'étend sur une longueur d'environ 1 à1 2⁄3 fois la longueur de la tête.  La paire externe de barbillons mandibulaires mesure environ deux fois la longueur de la paire interne et les deux paires ont des branches courtes et simples. 
Les bords avant des nageoires dorsales et les nageoires pectorales des espèces Syntontis sont durcis en épines rigides.  Chez S. nigrita, la colonne vertébrale de la nageoire dorsale est droite ou légèrement incurvée,3⁄4 à 1 fois la longueur de la tête, lisse à l'avant et dentelée à l'arrière.  La partie restante de la nageoire dorsale est composée de sept rayons ramifiés.  L'épine de la nageoire pectorale est à peu près de la même taille que l'épine dorsale et dentelée des deux côtés.  La nageoire adipeuse est2 2⁄3 à 3 fois plus longtemps qu'il est profond.  La nageoire anale contient quatre rayons non ramifiés et huit à neuf rayons ramifiés.  La queue, ou nageoire caudale, est profondément fourchue, avec le lobe supérieur légèrement plus long. 
Tous les membres de Syndontis ont une structure appelée coussinet prémaxillaire, qui est situé tout à l'avant de la mâchoire supérieure de la bouche. Cette structure contient plusieurs rangées de dents courtes en forme de ciseau. Chez S. nigrita, le coussinet dentaire forme une bande courte et large.  Sur la mâchoire inférieure, ou mandibule, les dents de Syndontis sont attachées à des structures flexibles en forme de tige et décrites comme "en forme de S" ou "crochues".   Le nombre de dents sur la mandibule est utilisé pour différencier les espèces; chez S. nigrita, il y a environ 30 à 35 dents sur la mandibule. 
La couleur du corps est brune ou olive à noirâtre, avec probablement des taches noires rondes. Les nageoires sont grisâtres à noirâtres; la nageoire caudale présente des points noirs ou des barres transversales noires. Les juvéniles sont bruns, avec des taches noires.
La longueur totale maximale de l'espèce est de 33,5 centimètres (13,1889763645 po) .  En général, les femelles du genre Synodontis ont tendance à être légèrement plus grandes que les mâles du même âge. 

## Habitat et comportement
Dans la nature, l'espèce a été trouvée dans toute l'Afrique du Nord. En Afrique centrale, il a été signalé dans le bassin du fleuve oubangui et le bassin central du fleuve Congo. En Afrique de l'Est, on le trouve dans le lac Albert et peut-être dans le lac Kyoga . En Afrique du Nord, il est peut-être présent en Egypte . Dans le nord-est de l'Afrique, il se produit dans le Nil blanc de Khartoum dans les systèmes fluviaux du Jebel et du Ghazal, ainsi que dans le fleuve Baro . En Afrique de l'Ouest, l'espèce est connue dans le bassin du fleuve Tchad, le bassin du fleuve Niger, le fleuve Volta, le fleuve Sénégal, le fleuve Gambie, le fleuve Geba, le fleuve Ouémé et le fleuve Casamance .  Les habitudes de reproduction de la plupart des espèces de Synodontis ne sont pas connues, au-delà de certains cas d'obtention de numérations d'œufs de femelles gravides.  Le frai a probablement lieu pendant la saison des inondations entre juillet et octobre, et les couples nagent à l'unisson pendant le frai.  Dans l'ensemble, les espèces de Synodontis sont des omnivores, consommant des larves d'insectes, des algues, des gastéropodes, des bivalves, des éponges, des crustacés et les œufs d'autres poissons.  Le taux de croissance est rapide la première année, puis ralentit à mesure que le poisson vieillit.

## Voir également
- Liste des espèces de poissons d'aquarium d'eau douce